# Ahuroa
Ahuroa est une localité de la région d’Auckland, située dans l’île du Nord de la Nouvelle-Zélande. 

## Situation
Ahuroa est localisée en bordure de la  mer de Tasman, dans le district de Rodney. Puhoi est localisée au sud-est, Warkworth est au nord-est, et Kaipara Flats (en) vers le nord.

## Accès
La ligne de chemin de fer de la ligne du Nord d’Auckland (en) passe à travers la région,.

## Population
Ahuroa et ses environs faisaient partie du meshblock 0146600 avec une population de 132 personnes au sein de 48 foyers lors du recensement de 2013 en Nouvelle-Zélande.

## Toponymie
Le Ministère de la Culture et du Patrimoine de Nouvelle-Zélande traduit Ahuroa par Long Mound (« long monticule »).

## Histoire
La North Auckland Line a atteint Ahuroa à partir de Kaukapakapa en 1905, permettant l’exploitation de la forêt. En raison de la présence d'une gare ferroviaire, la route entre Ahuroa et Glorit sur la côte ouest, fut choisie pour devenir une route nationale à la fin des années 1920, et plus tard goudronnée.

## Loisirs
Ahuroa est aussi le site d’un camp d’aventure du King's College d’Auckland (en). L'école y possède des terres et des forêts pour des séjours de huit jours dans le cadre du défi Adventure Challenge de 26 jours de l’année 10 du King's College. Le camp d'Ahuroa accueille aussi les élèves de l’année 12 pour la préparation à devenir préfets l'année suivante, et loue aussi les installations à de nombreuses entreprises néo-zélandaises.

## Éducation
Ahuroa School est une école mixte assurant tout le primaire (allant de l’année 1 à 8) avec un effectif de 69 élèves en mars 2019.